# Christel Richelsen
Christel Richelsen (15. Dezember 1845 in Schleswig – 28. Mai 1902 in Wiesbaden) war ein deutscher Theaterschauspieler und -regisseur.

## Leben
Richelsen, Sohn eines städtischen Beamten in Schleswig, wollte zunächst Sänger werden und wurde vom Domorganisten der Stadt Sikora ausgebildet. Als bereits feststand, dass er ans Konservatorium nach Leipzig gehen sollte, starb Richelsens Vater plötzlich. Wegen des damit auftretenden Geldmangels musste er von dieser Ausbildung Abstand nehmen. Zudem warf ihn ein Nervenfieber aufs Krankenbett, von dem er sich nur schwer erholte und das seine Stimme ruinierte.
Um seinen Traum vom Theater dennoch zu erfüllen, wandte er sich dem Schauspiel zu und nahm Engagement in Kiel, wo er sowohl im Schauspielhaus als auch an der Oper wirkte. Nach einigen Stationen an mehreren Saisontheatern ging er für mehrere Jahre an das Hof- und Nationaltheater Mannheim. 
Danach wechselte der Künstler für ein Jahr ans Schweriner Hoftheater unter der Leitung Alfred von Wolzogens, bevor er am 5. Mai 1871 an der Dresdner Hofbühne als „Friedrich von Büry“ in Königin von sechzehn Jahren debütierte. In Dresden wurde er auch zum Oberregisseur ernannt.
Am 1. April 1891 gab er seinen Bühnenabschied, um sich seinen literarischen Studien zu widmen. Er starb überraschend auf einer Reise in Wiesbaden. Sein Leichnam wurde nach Dresden überführt und dort wurde er auch begraben. Richelsen, der nie verheiratet war, vererbte sein komplettes Vermögen an verschiedene Vereine, die Bühnendarsteller unterstützen, z. B. auch an die Deutsche Bühnengenossenschaft.